# Corbin Bernsen
Corbin Dean Bernsen (North Hollywood, California; 7 de septiembre de 1954) es un actor, productor, director y escritor estadounidense. Es conocido por haber interpretado a Arnold Becker en L.A. Law. También por ser parte del reparto principal en la serie Psych, donde interpretó al padre del protagonista.

## Biografía

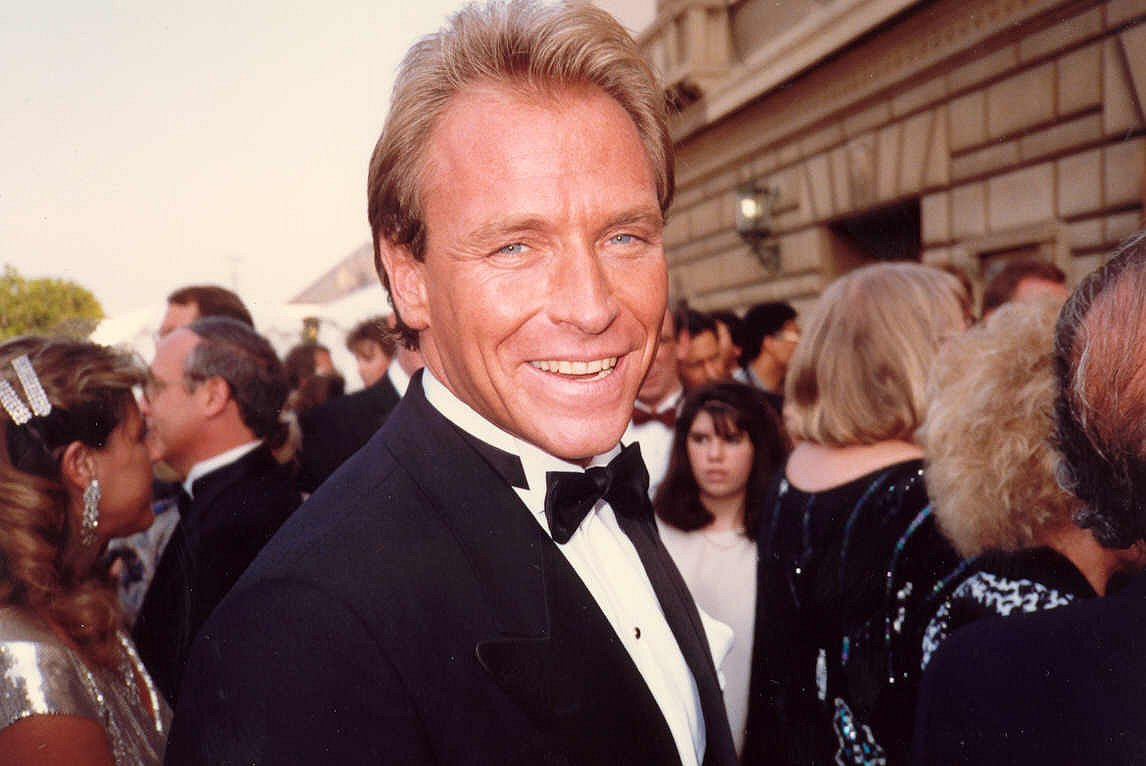
Bernsen en los premios Emmy Awards en 1987.

Es hijo de los actores Jeanne Cooper y Harry Bernsen. Es hermano del también actor Collin Bernsen y de Caren Bernsen. En el año 1983 se casa con Brenda Cooper y se divorcian en el año 1987.[cita requerida]
En el año 1988 conoce a la actriz Amanda Pays, y se casan ese mismo año. El 14 de marzo de 1989 tienen a su primer hijo llamado Oliver Miller, El 19 de marzo de 1992, nacen los gemelos Henry Pays y Angus Moore. Y el 9 de junio de 1998 nace su último hijo llamado Finley Cooper Bernsen.

## Carrera
Algunas de sus participaciones en televisión son ABC Afterschool Specials, Historia policial, Azafatas del aire, Ryan's Hope, Cariño de papel, Divorciados, The Extraordinary, The Larry Sanders Show, The Young and the Restless, entre otros. Entre sus películas producidas están 3 Day Test, 25 Hill, Sombras en el alma y Dead Air.

## Filmografía
Trabajos en la televisión
| Año       | Serie                               | Personaje                    | Notas                                      |
| --------- | ----------------------------------- | ---------------------------- | ------------------------------------------ |
| 1979      | Flying High                         | Dan Ellison                  |                                            |
| 1980      | The Waltons                         | Casey                        |                                            |
| 1984–1985 | Ryan's Hope                         | Ken Graham                   |                                            |
| 1986–1994 | L.A. Law                            | Arnie Becker                 |                                            |
| 1987      | Matlock                             |                              |                                            |
| 1990      | Saturday Night Live                 |                              |                                            |
| 1990      | Star Trek: The Next Generation      |                              |                                            |
| 1990      | Dear John                           | Blake McCarron               |                                            |
| 1991      | Out of This World                   | Chad                         |                                            |
| 1992      | Seinfeld                            |                              |                                            |
| 1992      | Love Can Be Murder                  | Nick Peyton                  |                                            |
| 1993      | Roc                                 | Jim Larson                   |                                            |
| 1994      | The Nanny                           | Glen Mitchell                |                                            |
| 1994      | The Extraordinary                   |                              |                                            |
| 1995      | A Whole New Ballgame                | Brett Sooner                 |                                            |
| 1995      | Maltratada                          | Tom Williamson               |                                            |
| 1995      | In the Heat of the Night            | Frank Cole                   |                                            |
| 1996      | Kounterfeit                         | Marty Hopkins                |                                            |
| 1996–1997 | The Cape                            |                              |                                            |
| 1997      | Touched by an Angel                 | Eric Weiss                   |                                            |
| 1997      | Maremoto: No hay escape             | John Wahl                    |                                            |
| 1999      | Tracey Takes On...                  | Jack Dayton                  |                                            |
| 1999      | 7th Heaven                          | Ted Grant                    |                                            |
| 1999      | Twice in a Lifetime                 | Roger Stovall/Bill Water     |                                            |
| 1999      | Nash Bridges                        | Edward Jansen                |                                            |
| 1999–2004 | JAG                                 | Capitán Owen Sebring         |                                            |
| 2000      | Battery Park                        | Michael                      |                                            |
| 2000      | The Outer Limits                    | Virgil Nygard                |                                            |
| 2000      | Son of the Beach                    | Big Red Johnson              |                                            |
| 2000      | Beggars and Choosers                | Sandy Peretz                 |                                            |
| 2000      | Yes, Dear                           | Gary Walden                  |                                            |
| 2000      | Baywatch                            | Barry Poe                    |                                            |
| 2001      | The West Wing                       | Henry Shallick               |                                            |
| 2001      | V.I.P.                              | Zack Henley                  |                                            |
| 2001      | Jack & Jill                         | Paul Barrett                 |                                            |
| 2001      | Citizen Baines                      | Nicholas Tassler             |                                            |
| 2002      | The Weakest Link                    |                              |                                            |
| 2003      | Miss Match                          | Stu 'Dr. Love' Scott         |                                            |
| 2003      | L.A. Dragnet                        | Richard Atkins               |                                            |
| 2003      | The Mole - Celebrity Mole: Hawaii   |                              |                                            |
| 2004      | Third Watch                         | Carter Savage                |                                            |
| 2004      | NYPD Blue                           | Bob Cavanaugh                |                                            |
| 2004      | The Mole - Celebrity Mole: Yucatan  |                              |                                            |
| 2004-2013 | The Young and the Restless          | Padre Todd Williams          |                                            |
| 2004–2006 | General Hospital                    | John Durant                  |                                            |
| 2005      | Palmetto Pointe                     | Old Ballplayer               |                                            |
| 2005      | Law & Order: Criminal Intent        | William Hendry               |                                            |
| 2005–2006 | Cuts                                | Jack Sherwood                |                                            |
| 2006      | Wheel of Fortune                    |                              |                                            |
| 2006      | Boston Legal                        | Eli Granger                  |                                            |
| 2006–2014 | Psych                               | Henry Spencer                | Papel principal                            |
| 2007      | Masters of Horror                   | Ira                          |                                            |
| 2009      | The New Adventures of Old Christine | Howard                       |                                            |
| 2011      | Castle                              | Lance Hastings               |                                            |
| 2011      | Criminal Minds                      | Jerry Grandin                |                                            |
| 2012      | Lay the Favorite                    | Jerry Raymer                 |                                            |
| 2013      | The Glades                          | Michael Longworth            |                                            |
| 2013      | Hawaii Five-0                       | Henry Upton                  | Episodio: Kupouli 'la (Broken)             |
| 2014      | Motive                              | Dr. Matthews                 | Episode: "Deception"                       |
| 2014      | Scorpion                            | Bob Connelly                 | Episodio: "Shorthanded"                    |
| 2014      | The League                          | Bruce                        | Episodio: "Man Land"                       |
| 2014      | Anger Management                    | Roger                        | Episodio: "Charlie & The 100th Episode"    |
| 2015      | Grace and Frankie                   | Dr. Paul Mason               | Episodio: "The Fall"                       |
| 2015      | NCIS: New Orleans                   | Almirante Adam Huntley       | Episodio: "The Abyss"                      |
| 2015      | It Had to Be You                    | Nolan Powell                 | Película para televisión                   |
| 2017      | Powerless                           | Vanderveer Wayne Sr.         | Episodio: "Sinking Day"                    |
| 2017      | American Gods                       | Vulcan                       | Episodio: "A Murder of Gods"               |
| 2017      | Psych: The Movie                    | Henry Spencer                | Película para televisión                   |
| 2018      | Hap and Leonard                     | Mayor Cantuck                | 4 episodios                                |
| 2018      | Billions                            | Bill McGann                  | 2 episodios                                |
| 2018      | The Kominsky Method                 | El mismo                     | Episodio: "Chapter 3: A Prostate Enlarges" |
| 2018–2020 | Magnum P.I.                         | Francis "Icepick" Hofstetler | 3 episodios                                |
| 2019–2020 | The Resident                        | Kyle Nevin                   | 9 episodios                                |
| 2019      | The Punisher                        | Anderson Schultz             | 4 episodios                                |
| 2019      | Fresh Off the Boat                  | Mervin                       | Episodio: "Help Unwanted?"                 |
| 2020      | Tommy                               | Milton Leakey                | 4 episodios                                |
| 2020      | Psych 2: Lassie Come Home           | Henry Spencer                | Película para televisión                   |
| 2021      | Cariño, cuánto te odio              | Richard Bexley               |                                            |

## Como productor
- Beyond the Heavens (2013)
- 3 Day Test (2012)
- 25 Hill (2011)
- Sombras en el alma (2010)
- Dead air (2009)
- Trapped (2009)
- Donna on Demand (2009)
- How Much is Enough? (2008)
- Paine Management (2005)
- Carpool Guy (2005)
- El dentista 2 (1998)

## Como guionista
- Beyond The Heavens (2013)
- 3 Day Test (2012)
- 25 Hill (2011)
- Rust (Sombras en el alma, 2010)
- Donna on Demand (2009)